# ら抜きの殺意
『ら抜きの殺意』（らぬきのさつい）は、永井愛作の戯曲。1997年12月、テアトル・エコーで初演。永井は本作品と『ら抜きの殺意』により芸術選奨文部大臣新人賞を受賞した。1998年、第一回鶴屋南北戯曲賞を受賞した。

## あらすじ
通販会社"ウェルネス堀田"にバイトで入った「ら抜き言葉」を嫌う男･海老名とそこの社員で「ら抜き言葉」を使う男･伴。二人の間には次第に殺意に似たものが漂い始める。

## 登場人物
海老名 俊彦
「ら抜き言葉」を嫌う男。
伴 篤男
「ら抜き言葉」を使う男。
堀田 与平
ウェルネス堀田社長。
堀田 八重子
与平の妻で掃除婦兼経理兼副社長。
遠部 その子
健康食品を扱う会社の社員で伴の彼女。
宇藤 樹里
ウェルネス堀田社員。
雨宮 尚人
ウェルネス堀田配送係。
日下 勉
日系三世。
殿村 金弥
ウェルネス堀田早朝部バイト。

## 単行本
而立書房 (1998/02) ISBN 978-4880592497 
光文社文庫　(2000/06) ISBN 978-4334730208